# I. kézközépcsont

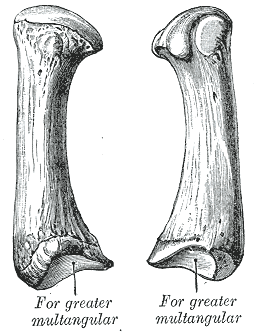
Az I. kézközépcsont

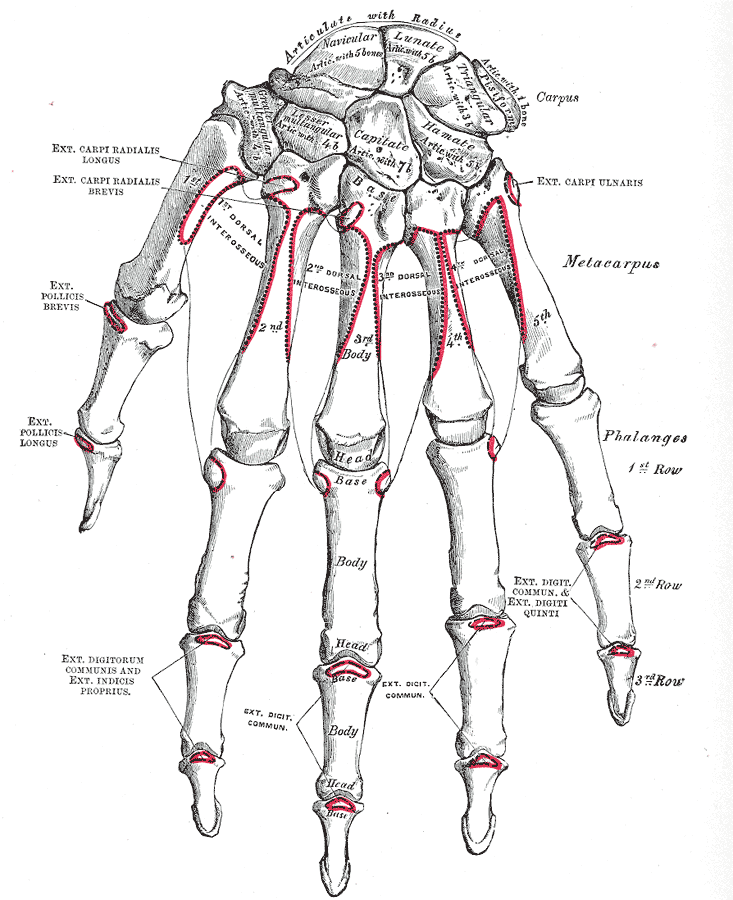
A kéz csontjai

Az I. kézközépcsont (I. metacarpus) a legrövidebb kézközépcsont, mely a hüvelykujjhoz tartozik. Az ízületnek köszönhetően szembe fordítható a tenyérrel.
A háti felszíne lapított és durva; felületén nincs kis kiemelkedés mint a többi kézközépcsonton. A voláris felszíne fentről lefelé konkáv.
Az orsócsonti részén tapad a musculus opponens pollicis.
Az alapján konvkáv-konvex felszín van, melyhez az os trapezium ízesül. Az oldalain nincs csiszolt él, de az orsócsonti oldalán egy dudor található, amelyen a musculus abductor pollicis longus tapad.
A feje kevésbé konvex, mint a többi metacarpus-é és oldalai durvábbak.
A voláris felszínén két ízületi bütyök található, melyek két apró csontocska és ezeken tapad a musculus flexor pollicis brevis ina.